# لايلي موفات
لايلي موفات هو لاعب هوكي الجليد كندي، ولد في 19 مارس 1948 في كالغاري في كندا.

## وصلات خارجية
- لايلي موفات على موقع دوري الهوكي الوطني (الإنجليزية)
- لايلي موفات على موقع قاعة مشاهير الهوكي (لاعب أن.إتش.أل) (الإنجليزية)
- لايلي موفات على موقع EliteProspects.com (الإنجليزية)
- لايلي موفات على موقع HockeyDB.com (الإنجليزية)
- لايلي موفات على موقع Hockey-Reference.com (الإنجليزية)